# نیکلاس لماگره
نیکلاس لماگره (انگلیسی: Nicolas Lemaigre؛ زادهٔ ۲۳ اوت ۱۹۸۰) بازیکن فوتبال اهل فرانسه است.
از باشگاه‌هایی که در آن بازی کرده‌است می‌توان به باشگاه فوتبال اوسر اشاره کرد.